# Flesze
Flesze (Flesze Różańskie) – wieś w Polsce położona w województwie podlaskim, w powiecie grajewskim, w gminie Grajewo. 
We Fleszach znajduje się ochotnicza straż pożarna.
Prywatna wieś szlachecka Różyńsko-Flesze położona była w drugiej połowie XVI wieku w powiecie wąsoskim ziemi wiskiej województwa mazowieckiego.
W latach 1954-1959 wieś należała i była siedzibą władz gromady Flesze. W latach 1975–1998 miejscowość administracyjnie należała do województwa łomżyńskiego.
Wierni kościoła rzymskokatolickiego należą do parafii św. Jana Pawła II Papieża w Grajewie.